# Mihály Iváncsik
Mihály Iváncsik, madžarski rokometaš, * 9. julij 1959, Máriapócs.
Leta 1988 je na poletnih olimpijskih igrah v Seulu v sestavi madžarske rokometne reprezentance osvojil 4. mesto.